# Тарабан Федір Олексійович
Фе́дір Олексі́йович Тараба́н (нар. ? — пом. 1978) — радянський танкіст. Йому присвячено повість Юхима Альперіна «Атака».

## Життєпис
Відзначився у боях за Воронеж. При занятті гаю «Фігурний» частинами 107-ї стрілецької дивізії було виявлено підбитий танк «КВ» № 322 зі 180-ї танкової бригади 18-го танкового корпусу, у якому перебував комсомолець старший механік-водій, старшина Тарабан. Ось як далі розповіли про це тодішні документи:

«Тов. Тарабан пробув у танку в розташуванні військ противника з 24 липня 1942 року до 12 серпня 1942 року. Він волів краще вмерти, ніж здатися противнику. Зголоднілий та змучений танкіст-богатир тов. Тарабан, приходячи в себе після важкого забуття, ворушачи спраглими губами, твердив одне і те ж: „Не здамся у полон гадам“. І він не здався. Він бачив, як на його очах німецькі недолюдки розстріляли його товаришів-танкістів, які потрапили в полон. Маючи в танку 4 рибини, одну банку консервів і близько кілограма хліба, тов. Тарабан мужньо і стійко, як личить справжньому воїну РСЧА, переносив усі труднощі протягом 20 діб. Він зневажав смерть і до кінця залишився вірним своїй Батьківщині і своїй землі».
Вилікувавшись у санітарній частині, Тарабан пройшов з боями до Кракова. Після війни звільнився в запас у званні капітана. Жив у Кам'янці-Подільському на вулиці Зіньковецькій, 4, працював черговим щита управління на електростанції.